# Piotr Gembicki
Piotr Gembicki (10 de outubro de 1585 – 14 de julho de 1657), vice- chanceler da coroa e, em 1636, bispo de Przemyśl, e tornou-se grão-chanceler da coroa em 1638, bispo de Cracóvia de 1642 na Comunidade Polaco-Lituana.

## Biografia
Piotr Gembicki nasceu em uma família nobre polonesa em Gniezno, em 10 de outubro de 1585, e começou sua carreira eclesiástica sendo ainda um jovem, e frequentou academias no exterior. Mais tarde, ele se tornou secretário do Rei Sigismundo III Vasa e regente da Chancelaria da Coroa. Depois que o filho de Sigismundo, Władysław IV Vasa, sucedeu ao trono polonês em 1632, Gembicki liderou a missão diplomática de Fernando II, Sacro Imperador Romano. Em 1635, ele participou das negociações com a Moscóvia após a Guerra de Smolensk. Em dezembro de 1635, ele se tornou vice-chanceler da Coroa e bispo de Przemyśl. A partir daí, a sua influência e riqueza tornaram-se cada vez maiores, e, em 1638, ele se tornou grão-chanceler da Coroa.
Ele era um apoiador dos Habsburgos, o que lhe rendeu o apelido de "Espanhol Disfarçado", e um oponente da facção pró-França. Ele defendeu o reforço do controle polonês sobre o vassalo da comunidade, o príncipe-eleitor, do Ducado da Prússia . Lutando por poder e por influência com o magnata Jerzy Ossoliński, ele se tornou um aliado de Adam Kazanowski, e oponente da rainha Cecília Renata. Em 1642, ele perdeu a sua batalha política e retirou-se da política da corte para a sé de Cracóvia, como bispo, passando a chancelaria para Ossoliński. Desde então, ele se concentrou principalmente em questões religiosas, retornando à política apenas em 1646 com sua forte e influente oposição à campanha planejada pelo Rei Władysław contra o Império Otomano, após a qual ele foi acusado de ser um traidor, e, também, foi exilado no Sacro Império Romano.
Ele morreu em Racibórz, em 14 de julho de 1657. Seu corpo foi levado de volta para a Polônia e enterrado dentro da Catedral de Wawel, em Cracóvia.

## Legado
Visto pela szlachta como orgulhoso e ganancioso, ele apoiou a posição do rei da Comunidade em detrimento das ordens da Sé de Roma quando surgiram disputas entre essas duas potências. Ele não gostava dos jesuítas, e frequentemente enviava reclamações sobre as ações da ordem religiosa, desestabilizando a frágil tolerância religiosa da Comunidade.